# Henry Maxwell Wright
Henry Maxwell Wright (Lisboa, 7 de dezembro de 1849 — Porto, 23 de janeiro de 1931) foi um missionário protestante britânico, nascido em Portugal, país onde concentrou seu trabalho de tradução e composição de hinos e de evangelização, havendo visitado o Brasil e atuado junto a outros missionários no país, como Henry John McCall.
Foi autor de folhetos de divulgação religiosa, 151 hinos e 42 coros, havendo vertido ao português muitos hinos.

## Biografia
Filho de pais ingleses, manteve a nacionalidade britânica e, quando jovem, foi estudar comércio em Londres mas ali descobriu a vocação religiosa na campanha que Moody empreendia naquele país, entre 1874 e 1875, de forma que por três anos iniciou a pregação tanto na Inglaterra quanto na Escócia, retornando a Portugal em 1878 com intenção de pregar na China, plano que alterou após visitar o Arquipélago da Madeira e dos Arquipélago dos Açores, decidindo-se pregar neste último.
A fim de levar a cabo seu plano viajou aos Estados Unidos em 1881 onde, junto à comunidade lusitana em Illinois, procurou encontrar voluntários para o trabalho missionário. Neste ano visitou o Brasil realizando sua primeira viagem evangelizadora ao país, retornando a seguir às ilhas portuguesas onde, ao lado da irmã Luiza, deu seguimento ao trabalho religioso. Em 1890 voltou ao país pela segunda vez, ficando um ano. Atuou como pastor interino na Igreja Evangélica Pernambucana, ligada à missão do Rio de Janeiro.
Na terceira viagem ao Brasil adoeceu de impaludismo no Recife e, após passar pelo Rio de Janeiro, foi forçado a voltar para Londres a fim de tratar-se, ali permanecendo por cinco anos.
Após recuperar-se, em 1897 volta a Portugal, atuando tanto no continente quanto nos Açores. Em 1901 viajou de novo aos Estados Unidos e às Bermudas e, de novo em terras lusitanas, casou-se com Helena Delaforce, também de pais britânicos, radicando-se no Porto, de onde propagava seu trabalho. Voltou ao Brasil mais uma vez, em 1914.
Stuart Edmond McNair, que o conhecera pessoalmente e com ele privara da amizade por duas décadas, registrou: "durante todos os anos de nossa amizade, nunca cheguei a saber qual era a sua denominação religiosa! Ele nunca me disse, e eu nunca perguntei."